# Église Saint-Jean-Baptiste de Retournac
 (août 2025).
L'église Saint-Jean-Baptiste est une église catholique de style roman située à Retournac, en Haute-Loire. Datant de la fin du XIIe siècle, elle est classée au titre des monuments historiques depuis 1907.

## Localisation
L'église est située dans le département français de la Haute-Loire, sur la commune de Retournac au centre du village.

## Historique

### Contexte historique
La paroisse de Saint-Jean-Baptiste est connue depuis les années 990 par le cartulaire de Chamalières qui cite une donation faite par Girard d'une manse exploitée par un dénommé Bonhomme.
À la fin du XIe siècle et au XIIe siècle, de nombreuses donations sont faites à l'abbaye voisine de Chamalières dans le bourg de Retournac. En 1165, les châteaux de Retournac et d'Artias sont confirmés à l'évêque du Puy par le pape Alexandre III. 
Retournac va rester jusqu'à la Révolution une co-seigneurie entre l'évêque du Puy et la baronnie de Roche-en-Régnier.
En 1446, Jean de Bourbon, évêque du Puy (1443-1485), fonde une collégiale dans l'église Saint-Jean-Baptiste. Le chapitre collégial est supprimé le 9 janvier 1791 « en considération de décisions prises par le Département ».

### Historique de la construction
La nef de l'église, avec son abside et ses deux absidioles, est construite au XIIe siècle. L'église aurait jouxté l’ancien château (aujourd’hui démoli) et aurait été partie constituante des fortifications médiévales, ainsi qu’en témoigne la présence, au sommet du clocher, de trous de boulin destinés à supporter un hourdage.
La nef comporte trois travées et se termine par une abside semi-circulaire voûtée en cul-de-four, moins haute et moins large que la nef, sur laquelle se greffent directement, sans déambulatoire, deux absidioles rayonnantes :
- Les deux premières travées sont voûtées en plein cintre. La poussée des voûtes a entraîné un dévers des murs gouttereaux. Les arcs-doubleaux de la voûte reposent sur des demi-colonnes couronnées de chapiteaux à feuillages.
- La troisième travée est voûtée par une coupole soigneusement appareillée. Le passage du carré au cercle est assuré par des trompes particulières. Au-dessus de la coupole a été construit un puissant clocher dont le plan est habituel en Velay.

L'édifice est construit en brèche volcanique rouge tirée des carrières voisines de Mercuret et une roche gréseuse ocre jaune.
Des chapelles latérales à caractère funéraire ont ensuite été ajoutées à des dates variables. Elles ont probablement remplacé des chapelles plus anciennes, dont les trois clefs de voûte pendantes ont cependant été réutilisées (toujours visibles) : 
- La plus ancienne semble être celle située au sud de la dernière travée de la nef. Elle doit dater du XVe siècle. Elle est moins large que la travée de la nef.
- Une autre chapelle est construite en face, côté nord. Elle porte la date de 1674.
- Les quatre autres chapelles situées de part et d'autre de la nef sont réalisées en une seule campagne.

On trouve la date de 1729 sur la façade. Dans la chapelle de la première travée, à droite, se trouve le caveau de la famille de Vaux, derniers co-seigneurs de Retournac. 
A la même époque, une porte a été ouverte sur la façade extérieure sud permettant d'accéder à l'église. L'ancien portail de l'église s'ouvrait alors dans la première travée de la nef, côté sud. La construction des chapelles latérales supprimera cet accès qui sera remplacé par un portail sur la façade occidentale. 
Au XVIIIe siècle, les murs de la nef sont surélevés pour poser une charpente au-dessus de la voûte. L'abside de l'église n'a pas été modifiée. Ces chapelles ont constitué les bas-côtés.
L'édifice est classé au titre des monuments historiques le 23 octobre 1907.

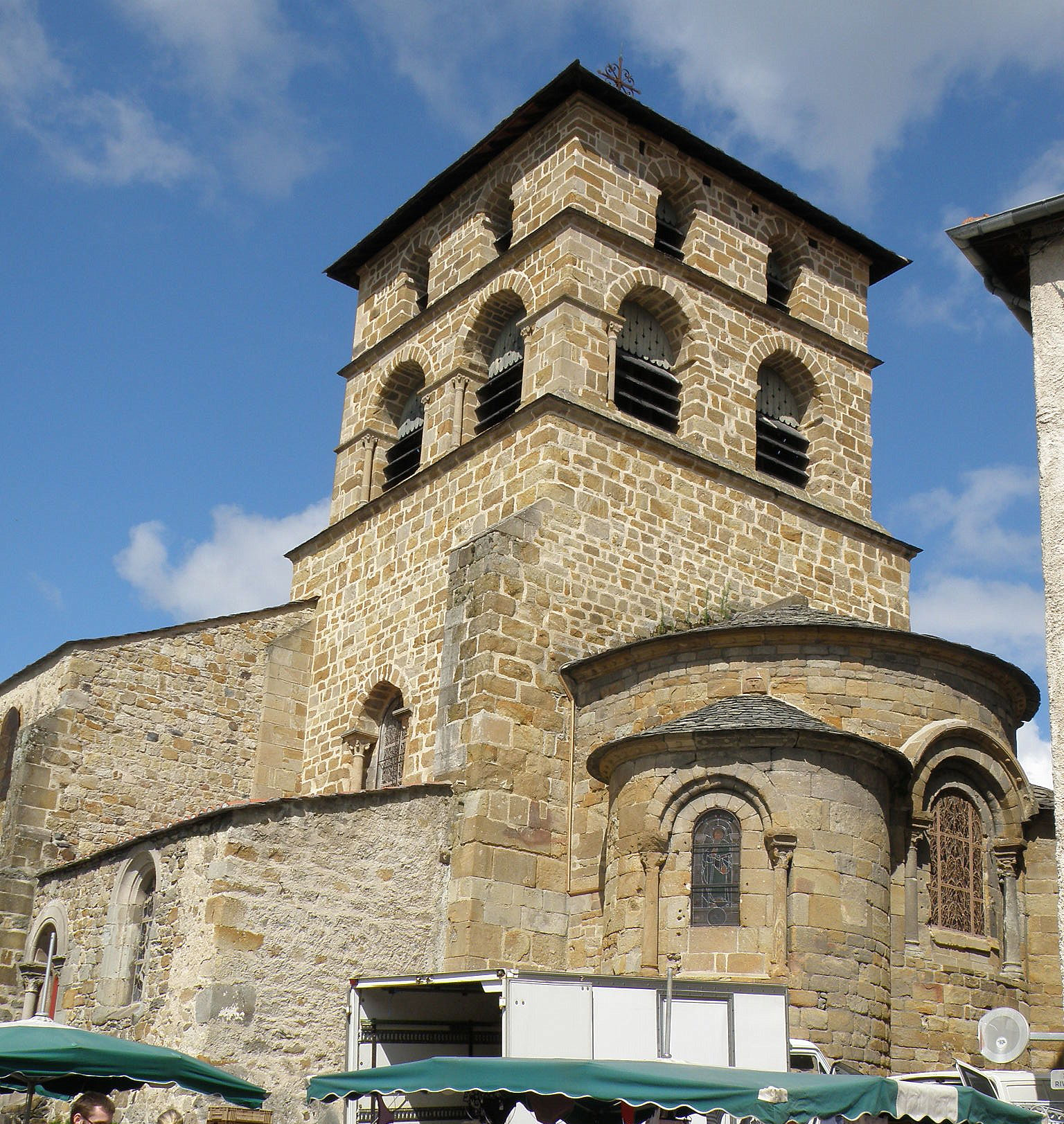
Chœur et clocher de l'église, avec l'abside au premier plan.
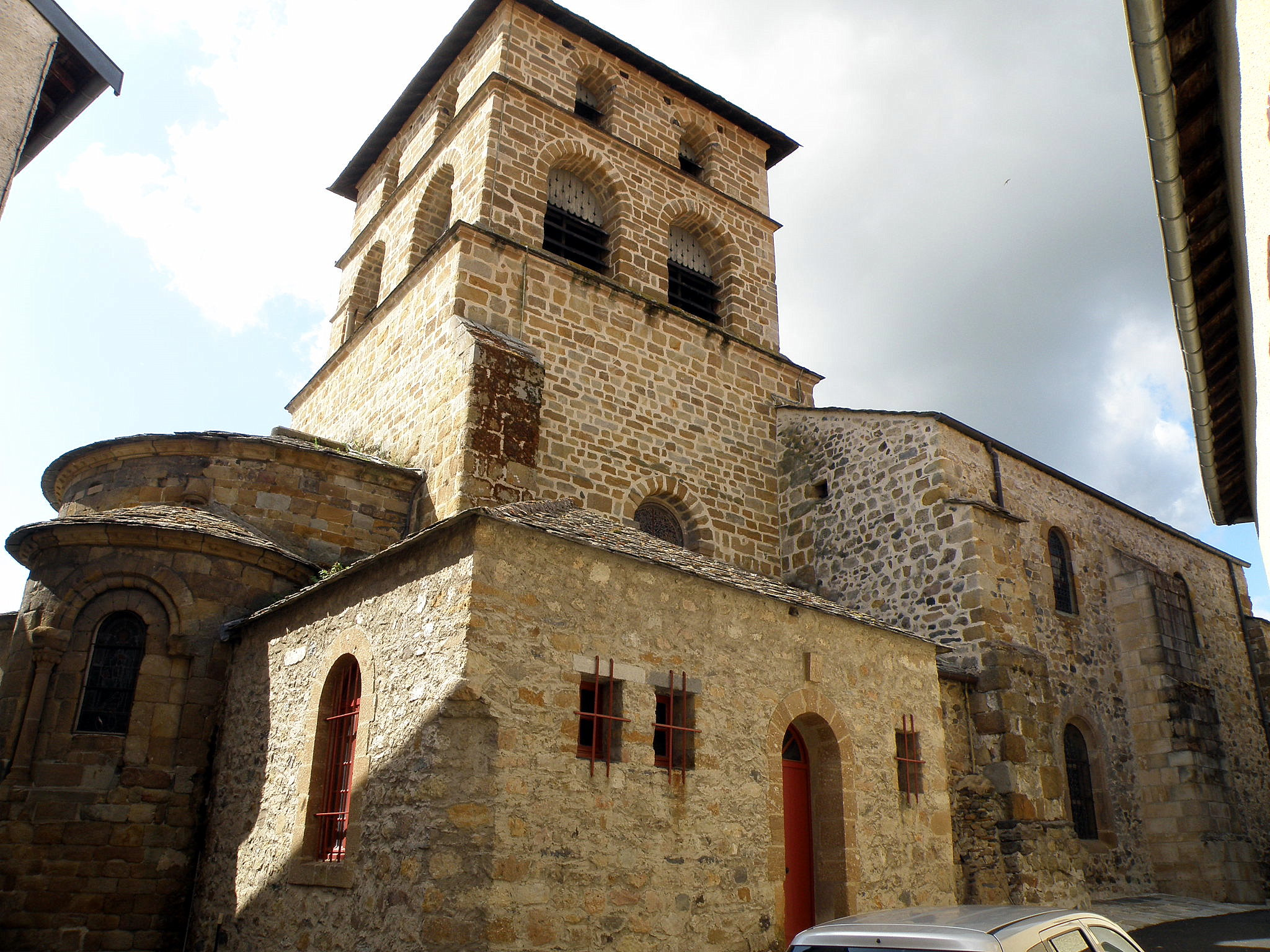
Façade septentrionale de l'église.
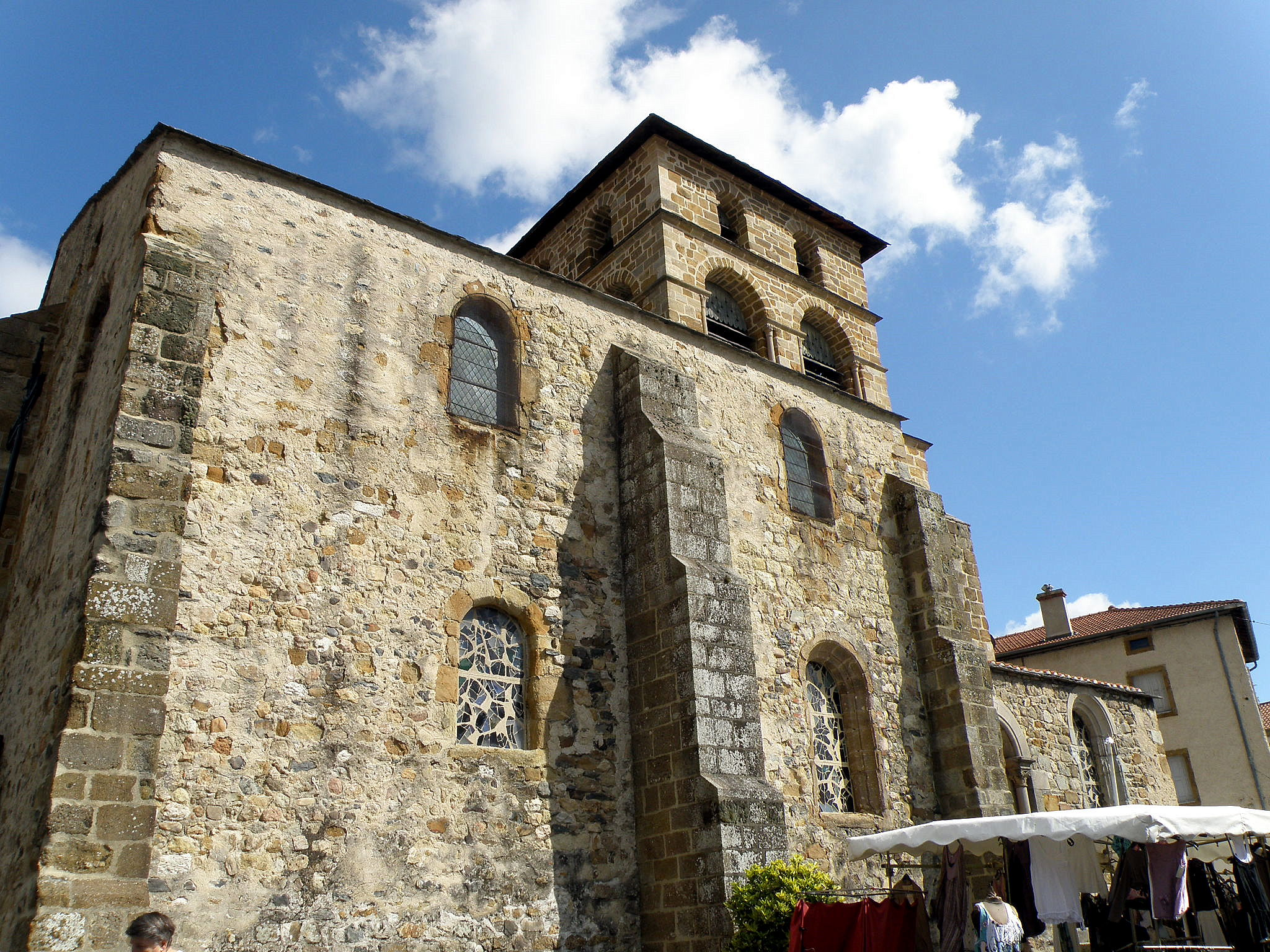
Façade méridionale de l'église.
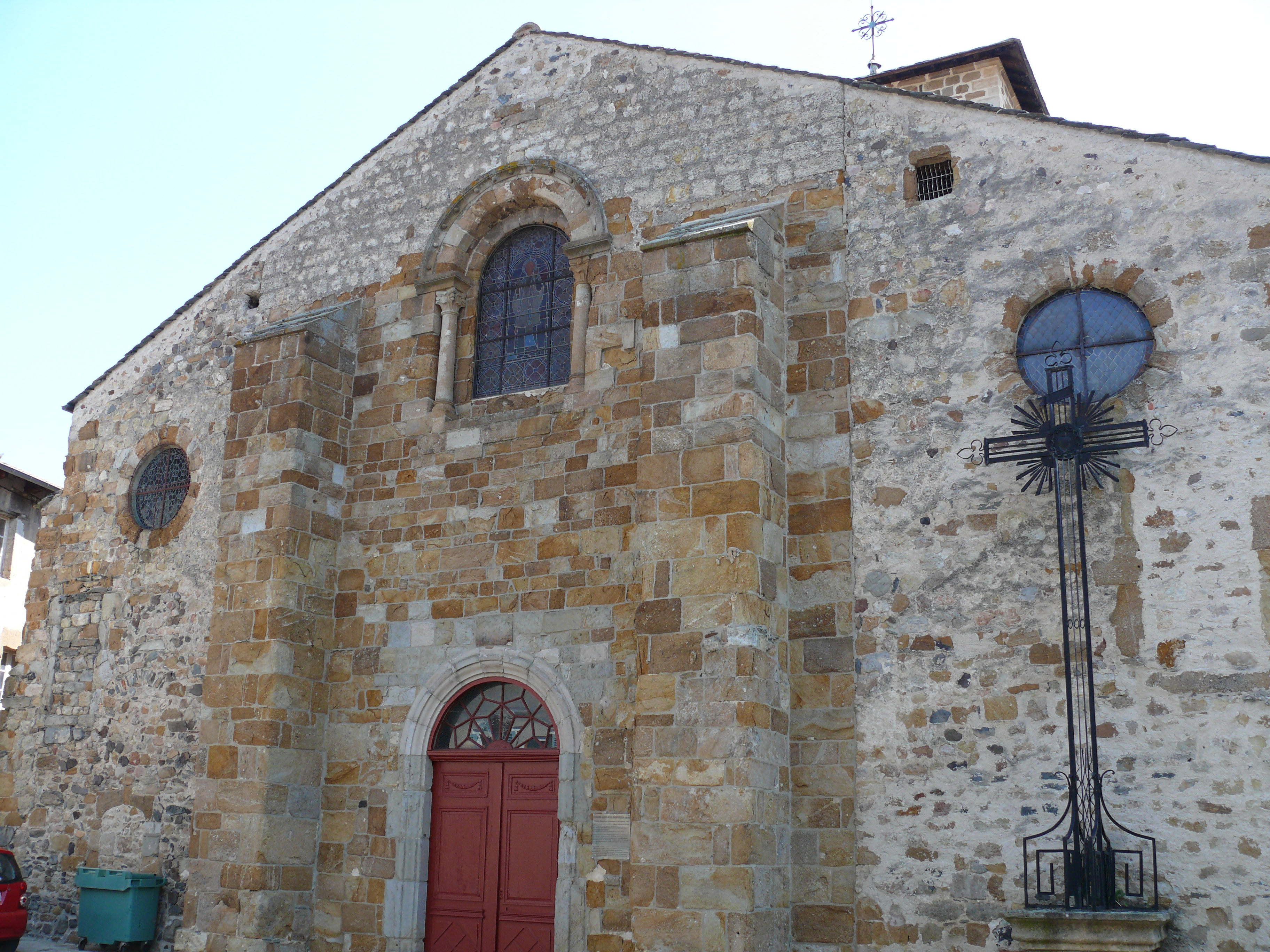
Façade occidentale de l'église.
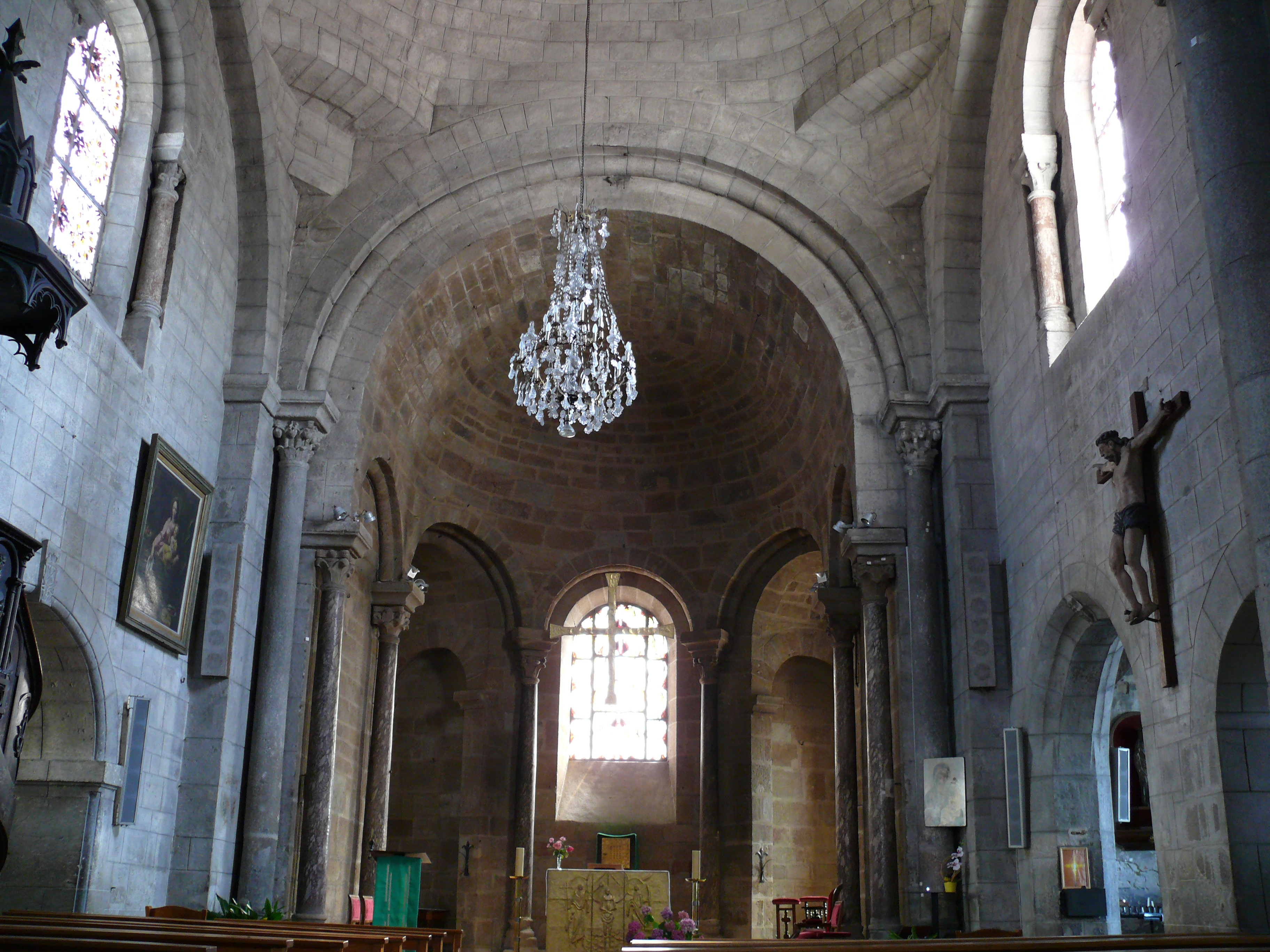
La nef.
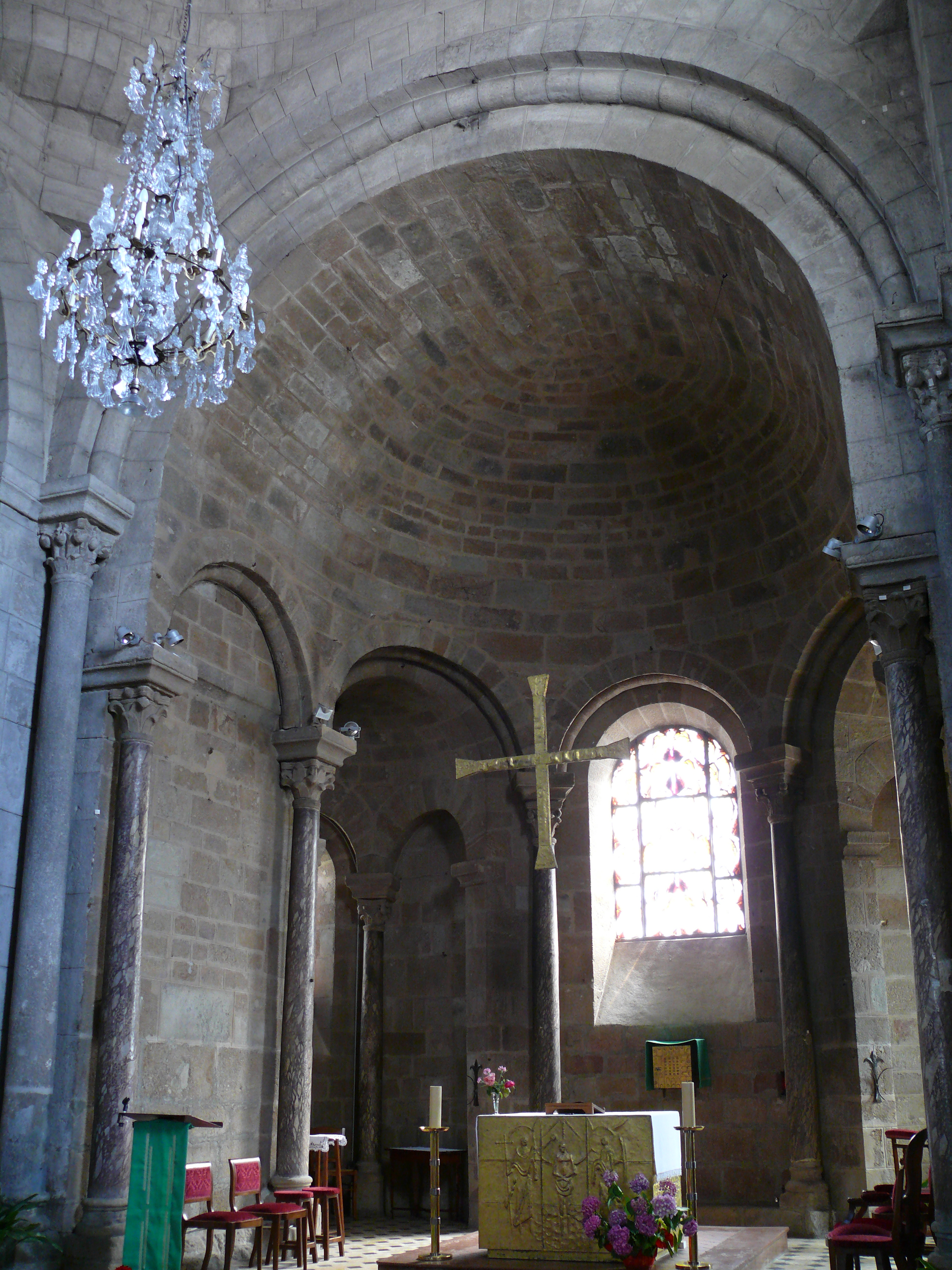
L'abside.
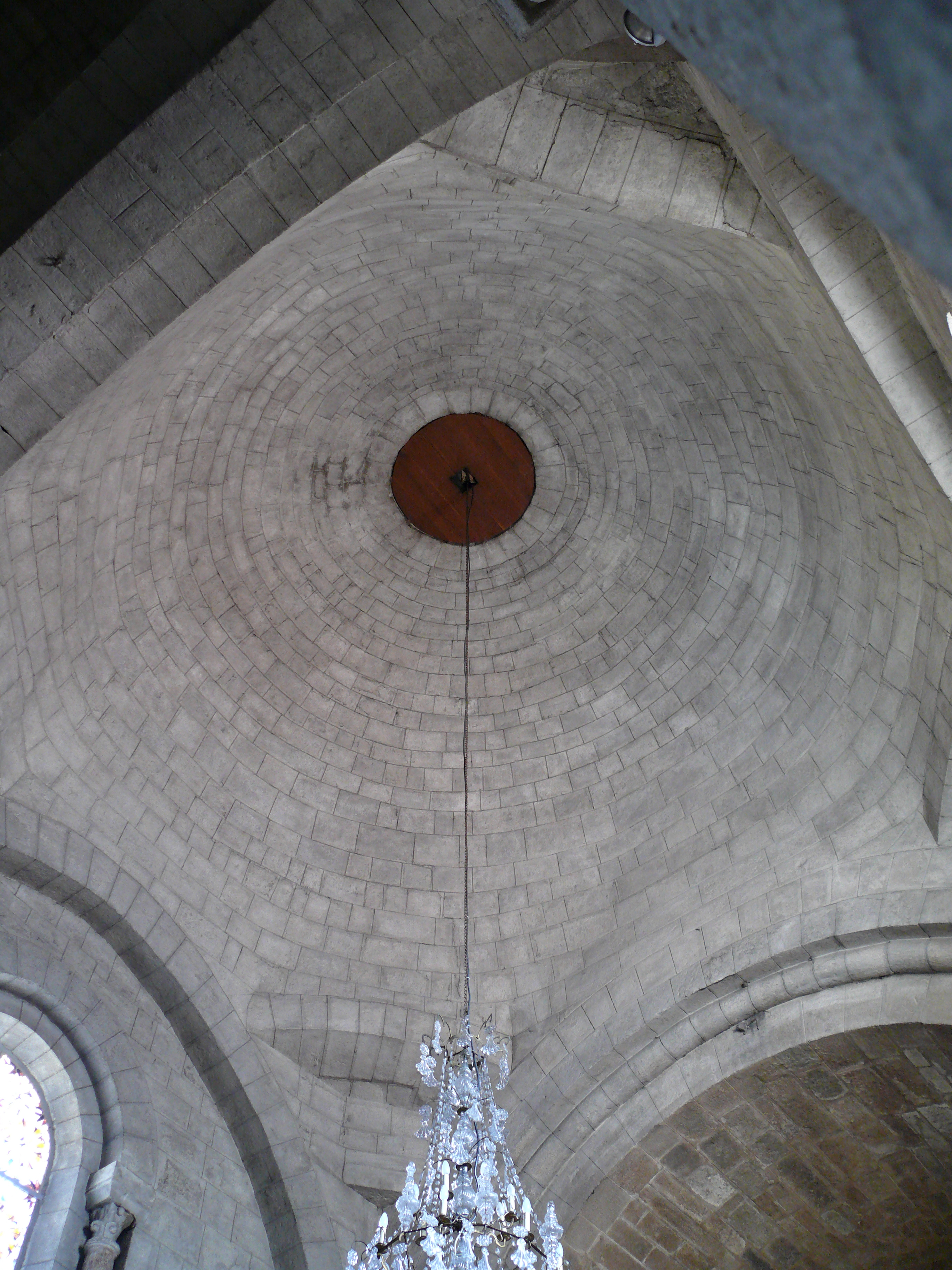
La coupole de la troisième travée de la nef.
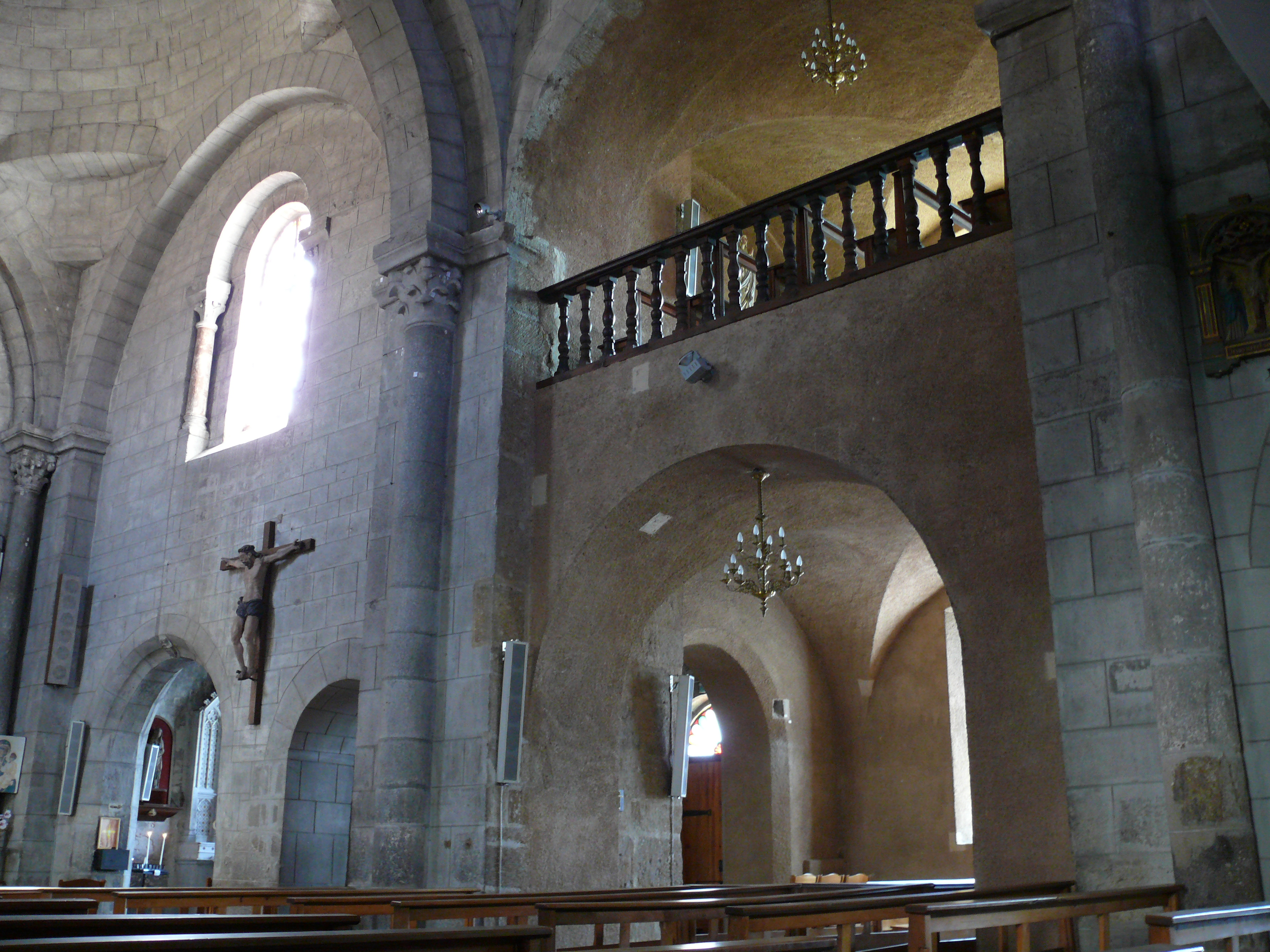
Tribune de la nef.
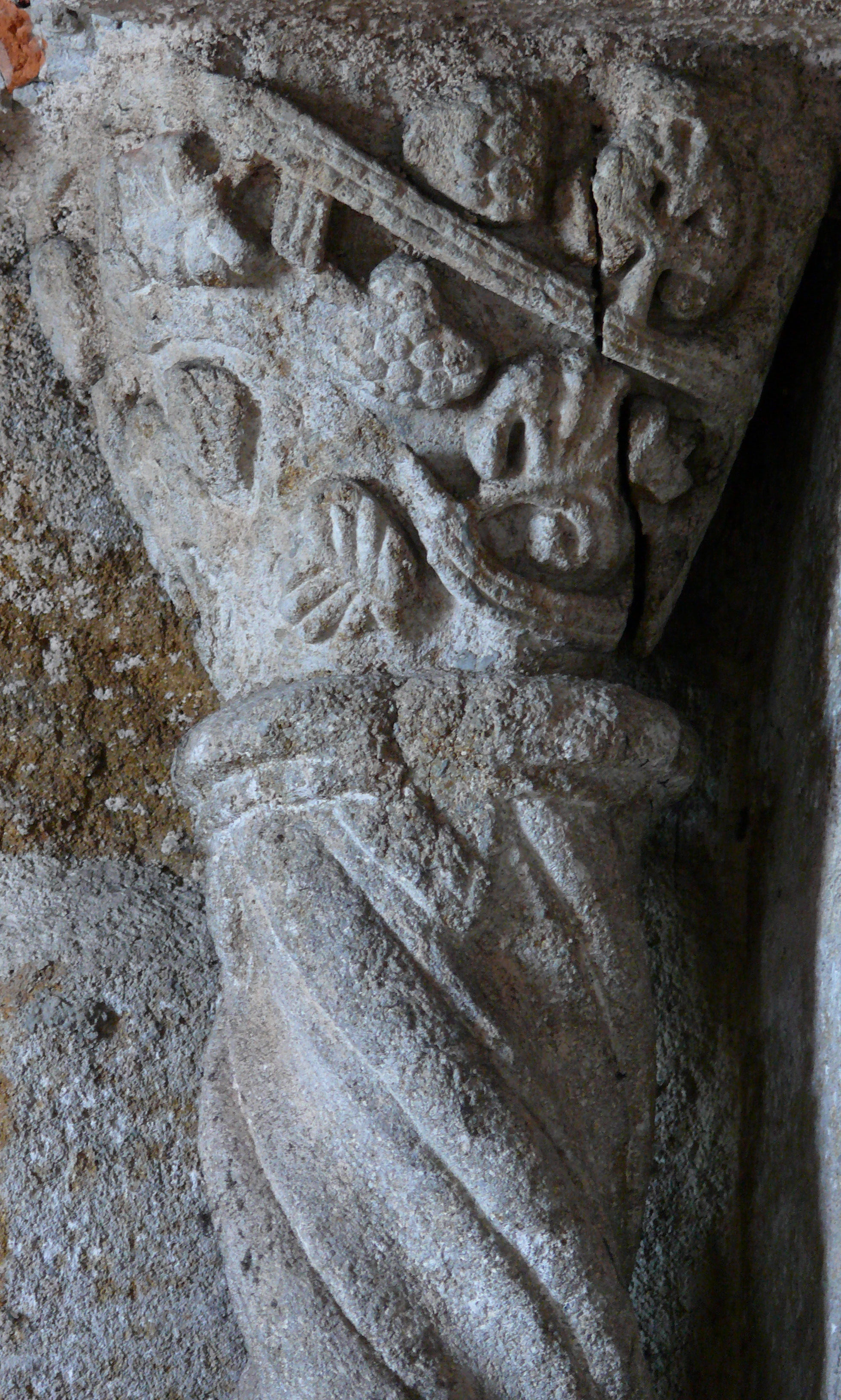
Chapiteau du chœur.

## Décoration
La décoration comprend un tableau représentant une Vierge à l'Enfant, toile de l’école italienne du XVIe siècle, accrochée dans l’absidiole sud et classée au titre d'objet par les Monuments historiques.
Elle possède également un mobilier liturgique contemporain créé en 1983 par Philippe Kaeppelin (tabernacle, autel et croix), suite à une restauration du clocher et du chœur.
Les vitraux actuels, de facture contemporaine en dalle de verre et joint minéral, ont été réalisés par Henri Guérin (1929-2009), peintre et maître verrier à Toulouse, dont l’œuvre est visible dans le monde entier. L’ensemble, réalisé en 3 phases sur 40 ans (1966, 1984 et 2006), offre une rétrospective de l'art et des évolutions de l'artiste. Il se compose de neuf vitraux non figuratifs : 
- dans la nef sud : Fleuve et Rivières, Volcans, Forêts (de 1966),
- dans le chœur : L'Offrande eucharistique (de 1986),
- dans les transepts : Hommage aux dentellières, et la Neige (de 2005),
- dans la nef nord : trois vitraux de 2006.

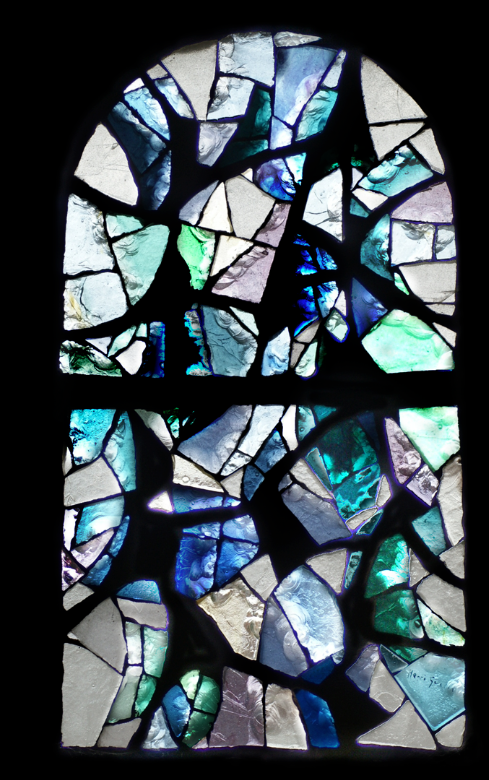
Fleuve et rivières (100 x 170).
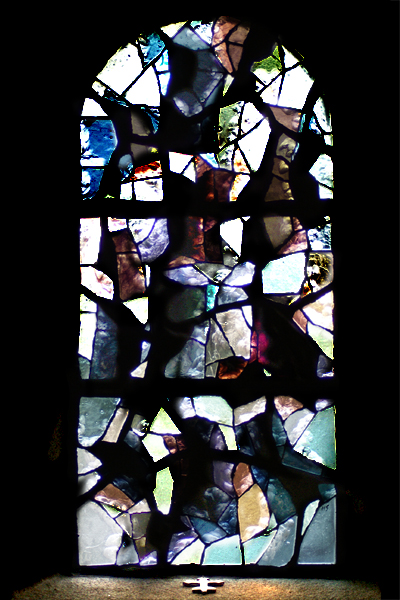
Volcans (140 x 235).
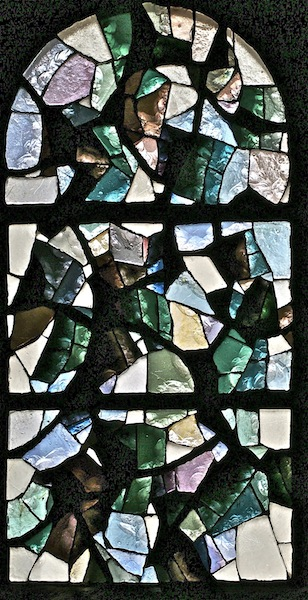
Forêts (110 x 215).
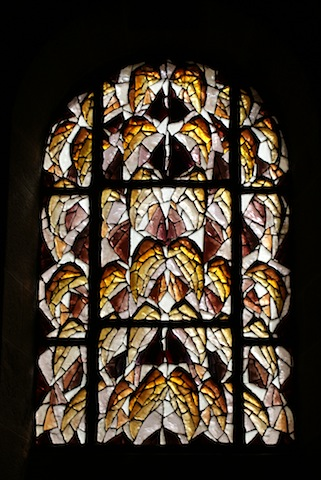
L’Offrande eucharistique (134 x 223).

L'ensemble est complété en 2014 par Matthieu Gasc, un des petits fils d'Henri Guérin, qui a réalisé le petit vitrail en imposte au-dessus de la porte d'entrée du côté sud.
Un des vitrail d'origine représentant Saint Jean-Baptiste, trônait au chœur de l'église. Datant du XIXe siècle, il fait l'objet d'une souscription publique pour sa restauration et sa mise en valeur à l'intérieur de l'église.